# باغک (تهران)
باغک (جاجرود)، روستایی واقع در بخش جاجرود از توابع شهرستان پردیس واقع در استان تهران ایران است.

## جمعیت
این روستا که در دهستان جاجرود از توابع بخش جاجرود واقع در شهرستان پردیس واقع شده است؛ براساس سرشماری مرکز آمار ایران در سال ۱۳۸۵ داری جمعیتی برابر با ۴۳ نفر (۱۶خانوار) بوده‌است.